# The Voice (Eurovíziós-dal)
A The Voice (magyarul: A hang) című dal volt az 1996-os Eurovíziós Dalfesztivál győztes dala, melyet az ír Eimear Quinn adott elő angol nyelven.

## Az Eurovíziós Dalfesztivál
A dal a március 3-án rendezett ír nemzeti döntőn nyerte el az indulás jogát.
A dal a kelta népzenén alapszik, melyben az énekesnő "a hang", amely bejárja a világot. Az előadás során hagyományos ír hangszereken játszó együttes kísérte.
A május 18-án rendezett döntőben a fellépési sorrendben tizenhetedikként adták elő, a belga Lisa del Bo Liefde Is Een Kaartspel című dala után, és a finn Jasmine Niin kaunis on taivas című dala előtt. A szavazás során százhatvankettő pontot szerzett, mely az első helyet érte a huszonhárom fős mezőnyben. Ez volt Írország hetedik, és eddig utolsó győzelme.
A következő ír induló Marc Roberts Mysterious Woman című dala volt az 1997-es Eurovíziós Dalfesztiválon.
A következő győztes a brit Katrina and the Waves Love Shine a Light című dala volt.

## Slágerlistás helyezések
| Slágerlisták (1996) | Lh.* |
| ------------------- | ---- |
| Belgium Flandria    | 9    |
| Belgium Vallónia    | 30   |
| Egyesült Királyság  | 40   |
| Hollandia           | 21   |
| Írország            | 3    |
| Svédország          | 31   |

*Lh. = Legjobb helyezés.

## Külső hivatkozások
- Dalszöveg
- YouTube videó: A The Voice című dal előadása az oslói döntőn